# Municipio de Highland (condado de Oakland)
El municipio de Highland (en inglés: Highland Township) es un municipio ubicado en el condado de Oakland en el estado estadounidense de Míchigan. En el año 2010 tenía una población de 19 202 habitantes y una densidad poblacional de 204,92 personas por km².

## Geografía
El municipio de Highland se encuentra ubicado en las coordenadas 42°39′21″N 83°37′17″O / 42.65583, -83.62139. Según la Oficina del Censo de los Estados Unidos, el municipio tiene una superficie total de 93.71 km², de la cual 88,35 km² corresponden a tierra firme y (5,72 %) 5,36 km² es agua.

## Demografía
Según el censo de 2010, había 19 202 personas residiendo en el municipio de Highland. La densidad de población era de 204,92 hab./km². De los 19 202 habitantes, el municipio de Highland estaba compuesto por el 97,12 % blancos, el 0,4 % eran afroamericanos, el 0,3 % eran amerindios, el 0,51 % eran asiáticos, el 0,31 % eran de otras razas y el 1,37 % eran de una mezcla de razas. Del total de la población el 1,93 % eran hispanos o latinos de cualquier raza.